# Maurice Schumann
Jacques Schumann, detto Maurice (Parigi, 10 aprile 1911 – Parigi, 9 febbraio 1998), è stato un politico, giornalista e scrittore francese, tra i fondatori e presidenti del Movimento Repubblicano Popolare.
Frequentò il liceo Henri IV, dove fu compagno di scuola di Simone Weil, che in seguito restò con lui in corrispondenza.